# 黒瀬学園台
黒瀬学園台（くろせがくえんだい）とは、広島県東広島市の大字。全域で住居表示未実施である。

## 概要
広島国際大学東広島キャンパス及び学生寮などの附属施設を町域としており、黒瀬町乃美尾によって全域を囲まれる形になっている。東広島市に編入される前の1998年、黒瀬町大字乃美尾から分離する形で「学園台」として新設された。

## 沿革
1998年以前の沿革については黒瀬町乃美尾#沿革を参照されたい。なお、設置時点での所属自治体は賀茂郡黒瀬町である。
- 1998年（平成10年）1月22日 - 同年4月に広島国際大学が開学するのに先立ち、乃美尾[注釈 1]から分離して「学園台」が新設される[2]。
- 1998年4月 - 広島国際大学が開学。
- 2005年（平成17年）2月7日 - 黒瀬町他4町が東広島市に編入される。学園台は「黒瀬学園台」として東広島市の大字となる[3]。

## 交通

### 鉄道
町内を鉄道路線は通っていない。最寄り駅は東広島駅（山陽新幹線）、安浦駅（JR呉線）など。

### バス
JRバス中国、広電バスの路線バス及び、東広島市のコミュニティバス「黒瀬さくらバス」が利用可能である。

#### JRバス中国
- 西条駅 - 広大西口 - 広島国際大学
- 西条駅 - 東広島駅 - 広島国際大学
- 西条駅 - 御薗宇 - 広島国際大学 - 広駅 - 呉駅

#### 広電バス
- 呉駅 - 広駅 - グリーンヒル郷原 - 広島国際大学

#### 黒瀬さくらバス
- 渋・長貫 - 黒瀬支所

### 道路

#### 主要地方道
- 広島県道34号矢野安浦線

## 学区
公立小・中学校に通学する場合、乃美尾小学校および黒瀬中学校に通学することになる。

## 面積
2020年時点での面積は0.185234439㎢である。

## 世帯数・人口
2024年10月末での世帯数は75世帯、人口は74人である。